# بالاش هورفات
بالاش هورفات (بالمجرية: Horváth Balázs)‏ (و. 1942 – 2006 م) هو سياسي، ومحامي مجري، ولد في بودابست، توفي في فيسبرم، عن عمر يناهز 64 عاماً.

## مناصب
تولى منصب عضو الجمعية الوطنية المجرية
.